# 拉斐尔费尔南德斯
拉斐尔费尔南德斯是巴西北大河州的一个市镇。总面积78.23平方公里，总人口4923人，人口密度62.9人/平方公里。